# Union der deutschen Akademien der Wissenschaften
La Union der deutschen Akademien der Wissenschaften ("Unione delle accademie tedesche delle scienze") è un'organizzazione che raccoglie otto accademie scientifiche della Germania.
Le accademie facenti parte dell'unione sono:
- Bayerische Akademie der Wissenschaften, Sede: Monaco di Baviera
- Berlin-Brandenburgische Akademie der Wissenschaften, Sedi: Berlino e Potsdam
- Akademie der Wissenschaften, Sede: Gottinga
- Heidelberger Akademie der Wissenschaften, Sede: Heidelberg
- Akademie der Wissenschaften und der Literatur, Sede: Magonza
- Nordrhein-Westfälische Akademie der Wissenschaften und der Künste, Sede: Düsseldorf
- Sächsische Akademie der Wissenschaften, Sede: Lipsia
- Akademie der Wissenschaften in Hamburg, Sede: Amburgo

Inoltre con la Nationale Akademie der Wissenschaften Leopoldina vi è una stretta collaborazione, pur se questa non fa parte dell'organizzazione.